# 氷VI
氷VI（こおりろく、ice VI）は、高圧で生じる氷多形のひとつ。液体の水を室温で加圧していくと、1 GPa程度に達した時点で結晶化する。パーシー・ブリッジマンにより1912年に発見された。

## 結晶構造
Kambによる報告によれば、氷VIは正方晶系に属し（a=6.27 Å、 c=5.79 Å）、P42/nmcの空間群をもつ。二つの独立な水素結合ネットワークが相互貫入した構造をもち、その密度は1.31 g/cm3である。